# Littérature du XVe siècle
Littérature du XIIIe siècle - Littérature du XIVe siècle - Littérature du XVe siècle - Littérature du XVIe siècle - Littérature du XVIIe siècle

## Événements
- L’emploi et la fabrication du papier se généralise dans le Nord de l’Inde à partir du Gujarat au début du siècle[1]. Le Sud continue d’utiliser des feuilles de palmier comme support des manuscrits enluminés[2].

- Vers 1400 : renaissance de la poésie chinoise au temple Nanzen-ji à Heian au Japon[3].

- 1400-1452 : le philosophe néo-platonicien byzantin Gémiste Pléthon enseigne à Mistra la philosophie grecque[4] ; lors de son séjour en Italie au concile de Ferrare-Florence (1438-1439), il favorise l’essor du platonisme auprès des humanistes italiens[5]. Conseiller de l'empereur Jean VIII Paléologue en 1428[6], il rédige un Traité des lois où il propose une constitution utopique en s'appuyant sur les Lois de Platon.
- Vers 1410 : l’empereur Ming Yongle fait rassembler les classiques de la philosophie néo-confucianiste des Song, compilations qui deviennent la base de l’enseignement officiel[7].

- 1423 -1446 : Ca' gioiosa (« Maison Joyeuse »), école de l’humaniste Victorin de Feltre à Mantoue[8].
- 9 décembre 1425 : fondation de l'université de Louvain dans le Brabant par le duc Jean IV de Brabant[9].

- 1435 : début de la controverse entre Guarino Veronese et Poggio Bracciolini (le Pogge) au sujet des mérites comparés de César et de Scipion[10], dont l'enjeu s'inscrit dans le cadre des luttes politiques de l'Italie du Quattrocento, où la tentation de la tyrannie, associée à la guerre civile, préoccupait les esprits et nourrissait les écrits.
- 1437 : l’humaniste italien Enea Silvio Piccolomini s’installe à Vienne[11].
- Août 1437 : le prélat allemand Nicolas de Cues est envoyé en Orient par le concile de Bâle[12]. Il en revient avec la délégation grecque au concile de Ferrare, dont Jean Bessarion, archevêque de Nicée, qui apporte avec lui à Florence de nombreux manuscrits qu’il lègue à Venise en 1468. Les Grecs qui l’accompagnent transmettent leurs connaissances à leurs hôtes italiens. À mesure que l'Empire byzantin tombe au mains des Ottomans, des intellectuels Grecs émigrent en Italie comme Manuel Chrysoloras dès 1393, Théodore Gaza en 1430, Jean Bessarion et Gémiste Pléthon en 1439, Georges de Trébizonde, Démétrius Chalcondylas, Jean Argyropoulos et Jean Lascaris[13].

- 1439 : 179 ouvrages sont inventoriés dans la succession du bibliophile Astruc de Sestier, mort vers 1439[14] : le Talmud, des gloses talmudiques, des bibles, des ouvrages de liturgie, les traités de Rashi, des livres de médecine, de philosophie, de mathématique, d’astronomie, des commentaires d’Aristote, Averroès, Avicenne, Maïmonide traduit par les Tibbon, l’essentiel de la controverse de Rambam et d’autres livres « espagnols » : les Questions-Réponses de Salomon ben Adret, d’Isaac ben Chechet, le Khusari de Jeuda ha-Levi, un traité de Shem Tov Falaquera de Tudela « sur les divers degrés de la perfection intellectuelle », etc.

- 1439-1442 : Laurentius Valla est le premier à vouloir accorder la pensée antique et la morale chrétienne. Il prend position contre l’aristotélisme des penseurs du Moyen Âge (Disputations dialectiques, 1439) et contre le pouvoir temporel du pape (Discours sur la donation de Constantin, à lui faussement attribuée et mensongère, 1442)[15].

- 1441 : une bibliothèque publique construite par Michelozzo est ouverte au couvent San Marco à Florence à partir de la collection de 800 manuscrits de Niccolò Niccoli[16].

- Vers 1440-1450 : début du mouvement humaniste en Allemage. Ludwig Dringenberg anime l'école latine de Sélestat de 1441 à 1477 et forme quelques centaines d'élèves. De retour d'Italie vers 1440-1450, Wessel Harmensz Gansfort enseigne la philosophie et la théologie à Cologne et à Louvain et le grec à Heidelberg. Jean Heynlin, rentre de Paris vers 1472 et enseigne à Tübingen et à Bâle où il forme jusqu'en 1487 la deuxième génération des humanistes allemands comme Johannes Reuchlin, Johann Amerbach, Conrad Celtes, Rudolph Agricola[17].

- Vers 1440-1518 : vie en Inde du poète Kabîr, tisserand musulman sans instruction qui célèbre un dieu commun aux musulmans et aux hindous[18].

- À partir de 1448 : des tournois poétiques sont organisés à Blois par Charles d'Orléans[19].
- 1449-1455 : François Villon est reçu bachelier en mars 1449, puis licencié et maître es-Arts à la Faculté des arts de Paris en août 1452 ; impliqué dans une affaire de meurtre le 5 juin 1455, il quitte Paris[20].
- 1450 : le pape Nicolas V organise la Bibliothèque Vaticane qui compte alors 1200 volumes (environ 3500 sous Sixte IV entre 1471 et 1484)[21].

- 23 février 1455 : Johannes Gutenberg imprime le premier livre avec des caractères mobiles de métal, la Bible de Mayence[22]. Elle comporte 42 lignes par page.

- 1456–1468 et 1472-1474 : le vizir ottoman Mahmud Pacha Angelović[23], renégat d’origine grecque, anime un cercle d’intellectuels[24] (Enveri (en), Tursun Beg, Qaramani Mehmed Pacha, Ibn Kemal (en), Şükrullah (en)…).

- 1458-1490 : Mathias Corvin, formé à l’image des princes italiens par des humanistes comme Jean Vitéz, fait entrer la Hongrie dans la Renaissance. Ouvert aux lettres et aux arts, il invite à sa cour des lettrés et des artistes italiens tels Antonio Bonfini, Galeotto Marzio, Ugoletto Taddeo (hu) ou Bartolomeo della Fonte (de). Il crée une bibliothèque de deux mille volumes, la Bibliotheca Corviniana[25],[26].
- 1462 : Marsile Ficin fonde l’Académie platonicienne dans la villa de Careggi aux environs de Florence donnée par Cosme de Medicis. Il réalise la première traduction complète des œuvres de Platon (fin en 1484)[27].
- 1464 : les imprimeurs allemands Arnold Pannartz et Konrad Sweynheim créent de la première imprimerie italienne au monastère de Subiaco, transférée à Rome en 1467[28].

- 26 juin 1468 : le cardinal Bessarion, érudit grec réfugié à Rome, lègue à Venise sa considérable bibliothèque grecque qui constitue un des fonds de la Biblioteca Marciana, constitué par 1024 manuscrits[29] ; elle ouvre en 1473[30].

- Février 1470 : les humanistes Guillaume Fichet et Jean Heynlin installent une imprimerie à la Sorbonne. Le premier livre imprimé en France est les Epistolae de l'humaniste italien Gasparino Barzizza[31].

- Vers 1474 : William Caxton imprime à Bruges the Recuyell of the Historyes of Troye de Raoul Lefèvre, le premier ouvrage imprimé en langue anglaise[32].
- 15 juin 1475 : bulle Ad decorem militantis Ecclesiae  de Sixte IV instituant la bibliothèque vaticane, la plus grande de l’époque[33].

- 1476 et 1485 : édition de Bible en caractères hébraïque à Guadalajara et à Híjar, par des Juifs sous l’impulsion du cardinal Juan de Torquemada[34].

- 1477 : Pasquier Bonhomme imprime le premier livre en français, les Chroniques de France[35].

- 1479 : premier texte slovaque conservé[36].

- Vers 1480 : dernières traces de la présence intellectuelle byzantine dans l’ancien empire. L’éducation grecque recule jusqu’en 1530[37]. L’instruction n’est préservée que dans le cadre de l’Église et des monastères. Le commerce des manuscrits grecs vers les villes italiennes et l’Europe est florissant[38].
- 1480 :
  - l’éditeur juif de Spire Nathan Metzlan, dit « Soncino », s’installe à Soncino en Lombardie[34].
  - le comte Pic de la Mirandole rencontre le talmudiste juif Élie del Medigo à Padoue[39]. Medigo rejoint le comte à Florence et traduit pour lui les ouvrages philosophiques d'Averroès d’hébreu en latin[40].

- 1486-1489 : le riche érudit Eliezer ben Alantasi Toledano édite à Lisbonne une Bible en caractères hébraïque[34] et le « Commentaire» de Nahamide sur le Pentateuque (16 juillet 1489[41]), qui constituent les tout premiers livres imprimés à Lisbonne.

- 1488 : L'Iliade et L'Odyssée d'Homère sont imprimées pour la première fois, à Florence par Démétrius Chalcondyle[42].

- Entre 1492 et 1586 : développement de l’humanisme en Pologne Il arrive d’abord par la Hongrie de Mathias Corvin et est relayé à la cour polonaise par la reine Bona Sforza[43].
- 1494 : l'éditeur Aldo Manuzio (Aldus Manutius) crée son imprimerie à Venise. Des éditions des classiques grecs deviennent disponibles en Europe[44].

## Ouvrages didactiques
- 1402 : Le Livre des épîtres du débat sur le Roman de la Rose de Christine de Pisan[45].
- 1402-1403 : Le Chemin de long estude de Christine de Pisan[45].
- 1403-1408 : compilation de l'Encyclopédie de Yongle (Yongle Dadian) en Chine, par 2 100 rédacteurs ; elle contient plus de 11 000 volumes[46].
- 1404 : Le Livre des faits et bonnes mœurs du sage roi Charles V de Christine de Pisan[45].
- 1406-1407 : Christine de Pisan publie un traité de manières Le Livre du corps de Policie[45].
- 1420 : 
  - Les Lamentations sur les maux de la guerre civile de Christine de Pisan[47].
  - Maître Chiquart, cuisinier du duc Amédée VIII de Savoie, écrit Du fait de cuysine[48].
- 1428 : manuscrit de Stična, écrit en slovène par un hussite fuyant les persécutions[49].
- 31 juillet 1429 : Christine de Pisan achève Le Dictié en l’honneur de la Pucelle, écrit à la gloire de Jeanne d'Arc[50].
- 1442 : le Serbe Pacôme le Logothète (en), réfugié à Moscou rédige Vladimir Polychron, où il exprime sa sympathie pour le projet d’unification de la Russie autour de Moscou[51].

- Entre 1456 et 1467 : Libro de Arte Coquinaria de Maestro Martino, un des premiers traités culinaires de la Renaissance[52].

- 1447 et 1448-1455 : Commentarii (« Commentaires »), de Lorenzo Ghiberti qui nous éclairent sur la vie et l’art de son époque[53].

- 16 août 1464 : Jehan Lagadeuc, prêtre du diocèse de Tréguier (Duché de Bretagne), achève la rédaction de son manuscrit qui deviendra le Catholicon imprimé le 5 novembre 1499 par Jehan Calvez. Il s'agit du premier dictionnaire trilingue du monde Breton-Français-Latin et c'est également le premier dictionnaire de français ainsi que le premier dictionnaire de breton de l'Histoire[54].

- 1466-1467 : De honesta voluptate et valitudine, manuel de cuisine sur la gastronomie de la Renaissance rédigé par Bartolomeo Sacchi dit « Platine »[55], paru à Rome vers 1473-1475, traduit en italien en 1487 et en français en 1505 sous le titre Platine en francoys[56].

- Vers 1468-1471 : le juriste anglais John Fortescue écrit De laudibus legum Angliae, ouvrage sur les lois anglaises non écrites[57].
- 1470-1471 : L’Itinéraire d’Anselme Adorno, de son fils Jean Adorno, relate le voyage en Terre Sainte d’Anselme Adorno de Bruges au mont Sinaï[58].

- 1473 : traduction du code juridique de la ville de Magdebourg (Sachsenspiegel) en tchèque slovaquisé à Žilina[59].

- 1477 :
  - première édition imprimée du Livre de Marco Polo, à Nuremberg[60].
  - publication  à Venise de Historia rerum ubique gestarum « l’Histoire des choses », une cosmographie du pape Pie II[61].

- 1486 : le premier livre important sur la sorcellerie Le Marteau des Sorcières (Malleus Maleficarum) des inquisiteurs Henri Institoris et Jacob Sprenger est publié à Strasbourg[62].

- 1er avril 1488 : Prognosticatio (« Pronostications »), recueil de prédictions millénaristes de Lichtenberger[63].
- Vers 1495 : Judicium Jovis de Paulus Niavis, considéré comme le premier ouvrage littéraire sur l'exploitation minière dans les monts Métallifères[64].

### Religion et philosophie
- 1406 : première compilation hagiographique attestée en Russie. Elle est réalisée par un ancien moine de la laure des Grottes de Kiev, Arsène, devenu évêque de Tver[65].
- 1405-1410 : le philosophe Hasdaï Crescas, de Saragosse (1340-v.1412), dans un contexte de polémique judéo-chrétienne, achève Or Adonaï, « Lumière du Seigneur », qui exprime sa certitude dans la religion israélite[66].
- 1418 : le mystique allemand Thomas a Kempis écrit De Imitatione Christi (« L'Imitation de Jésus-Christ »), publié anonymement en 1418[67].
- 1422-1430 : traduction de la Bible d'Albe, version de l'Ancien Testament directement de l'hébreu vers le castillan médiéval[68].
- 1431 : l’humaniste Lorenzo Valla écrit De voluptate. Il oppose un modèle de vie simple et naturelle à l'esprit de renoncement chrétien. Il prend position dans une série d’écrits contre le pouvoir temporel du pape[69].
- 1439 : Nicolas de Cues écrit Reformatio Sigismundi (Mémoire sur la réforme de l'Empire)[70].
- 1440 : publication de De la docte ignorance (De docta ignorantia) de Nicolas de Cuse, qui remet en cause la logique aristotélicienne[71].
- 1441 : publication des Conjectures (De conjecturis), traité de Nicolas de Cuse[71].
- 1449-1450 : De reciprocatione 'sui' et 'suus'   (« Du caractère réflexif de 'se' et 'suus' »), de Laurent Valla[72].
- 1450 : publication du Profane (Idiota) de Nicolas de Cues[73].

- 1453-1454 : publication de la Paix de la foi (De pace fidei) de Nicolas de Cues[74].
- 1462 : Guide du penseur ou du non-autre (Directio speculantis seu de li non-aliud) de Nicolas de Cuse[71].
- 1463 : De ludo globi, dialogue de Nicolas de Cuse[75].
- 1463-1464 : publication du Compendium, résumé de sa philosophie par Nicolas de Cuse[75].
- 1469 : Marsile Ficin rédige De Amore, un important commentaire du Banquet de Platon[76].
- 1471 : Marsile Ficin commence à traduire en latin Jamblique, Porphyre de Tyr, Platon, Plotin, Proclus, Pseudo-Hermès (fin en 1497).
- 1482 : publication de la Théologie platonicienne (1469-1474) de Marsile Ficin, étude sur l’immortalité de l’âme[77].
- 1484 : publication du commentaire du Banquet (rédigé en 1469) de Marsile Ficin (théorie de l’amour)[77].

- 16 janvier 1486 : Marsile Ficin achève sa version en latin des Ennéades[78], traduction des Hymnes orphiques et des Traités de Plotin, publiée à Florence en 1492[79].
- Novembre-décembre 1486 : Pic de la Mirandole rédige son Discours sur la dignité de l’homme[80].
- 7 décembre 1486 : publication des Neuf cents thèses de Pic de la Mirandole, Conclusiones philosophicae, cabalasticae et theologicae . Pic propose de réunir à ses frais, à Rome, un concile privé au cours duquel il aurait soutenu ses thèses en présence du pape et des principaux théologiens vivants. Le pape, qui juge hérétiques certaines de ces thèses, s’oppose au projet, dont il ne reste que le discours d’ouverture rédigé par Pic, jamais prononcé, et publié en 1504, après sa mort, sous le titre de Discours sur la dignité de l’homme. Le 4 août 1487 , le pape Innocent VIII publie la bulle Etsi ex iniuncto nobis, qui condamne les Conclusiones[81].
- 1487 : publication de la Bible historiale complétée traduite par Jean de Rély[82].

- 3 décembre 1489 : publication de De vita libri tres (en) (« Les trois livres de la vie » ) de Marsile Ficin[83].
- 1489 : Heptaplus id est de Dei creatoris opere[84] (« Heptaple »), exposé philosophico-mystique de la création de l’univers de Pic de la Mirandole[85].

- 8 mai 1492 : publication à Naples (Italie), par Josué Salomon Soncino et Joseph Ibn Piso de la première édition de la Mishnah complète, comprenant le commentaire de Moïse Maïmonide et son introduction sur l'élaboration de la loi orale[86].
- Vers 1495 : traduction de la Bible en français, La Bible historiale traduite par Guyart des Moulins entre 1291 et 1295 est la première bible française à être imprimée, par les soins de Jean de Rély, confesseur du roi Charles VIII[87].

### Histoire
- Vers 1400 : en Russie, rédaction du Récit de la bataille de Mamaï (en) (bataille de Koulikovo)[88] (Skazanie o Mamaevom poboishche, anonyme).
- 1408 : l'historien français Jean Froissart (vers 1337-vers 1410) termine ses Chroniques[89].

- Vers 1420 : rédaction en Russie de la Chronique d'Ipatiev[88].
- 19 mars 1434 : le chroniqueur portugais Fernão Lopes est chargé par le roi Duarte d'écrire une Chronique générale du royaume du Portugal. De 1434 à 1454 il rédige la chronique de D. Pedro, la chronique de D. Fernando et les débuts de la Chronique de D. João[90].
- 1444-1446 : Rome restaurée (De instaurata ), de Flavio Biondo[91].
- 1447 : Yongbieocheonga, livre d'histoire coréen en alphabet hangeul[92].
- Vers 1447 : Walter Bower, Scotichronicon[93].
- Vers 1449 : le Journal d'un bourgeois de Paris, chronique rédigée par un clerc parisien depuis 1405, est achevé[94].

- 1450-1516 : l'apothicaire florentin Luca Landucci (en) tient régulièrement un journal tenu de 1450 à 1516, continué par un anonyme jusqu'en 1542, une importante source primaire de l'Histoire de Florence[95].

- 1452 : Karlskrönikan, chronique traitant de l’histoire de la Suède depuis 1389[96].
- 1453 : Chronique de Guinée, de Gomes Eanes de Zurara[97].
- 1455 : Chronique de Tver. L’auteur critique l’ambition de Moscou[88].

- Après 1467 : Guillaume Cousinot de Montreuil (1400-1484), Chronique de la Pucelle[98].
- 1474 : publication posthume de Italia illustrata (l’Italie illustrée), ouvrage historique de Flavio Biondo, de Forlì, en Italie[99].

- 1481 : début probable de la rédaction du Pararaton ou Livre des rois à Java oriental[100].
- 1483 : Les décades historiques du déclin de l'Empire Romain, de Flavio Biondo de Forlì, l'un de ses ouvrages historiques les plus importants rédigé entre 1439 et 1453, est publié à Venise[101].
- 1488 : publication de la Chronica Hungarorum du protonotaire Jean Thurocz, patronnée par Mathias Corvin, premier livre imprimé en Hongrie par András Hess[102].
- 1489-1498 : Philippe de Commynes rédige ses Mémoires[103] (publiés en 1524). Il y dresse les portraits des princes qu’il a côtoyés et évoque les conflits auxquels il a participé.

## Fictions
- 1401 : Boccace (1313-1375), Des cleres et nobles femmes (traduction française de De Claris Mulieribus)[104].
- 1401-1405 : le Roman de Mélusine, de Coudrette[105].
- 1402-1410 : Ballades de divers propos (1402-1407), Cent Ballades d’amant et de dame (1407-1410), poésies de Christine de Pisan[45].
- 1403 : la Mutacion de Fortune de Christine de Pisan[45].
- 1404-1405 : La Cité des dames et Le Livre du Duc des vrais amants de Christine de Pisan[45].
- 1405 : Le Livre des trois vertus à l'enseignement des dames, de Christine de Pisan[45].

- 1413 : La Fontaine des amoureux de science, traité d'alchimie en vers de Jean de La Fontaine, de Valenciennes[106].

- 1422 : Le Quadrilogue invectif, de Chartier[107].
- 1424 : La Belle Dame sans mercy, d'Alain Chartier[108].

- Entre 1438 et 1452 : Les Facéties (Liber Facetiarum), de Poggio Bracciolini dit le Pogge[109].
- 1442 : Le Champion des dames, de Martin Le Franc, imprimé en 1485[110].

- Vers 1450 : « naissance » généralement admise de la ballade anglaise Robin Hood et le moine (Robin Hood and the Monk)[111].
- 1456-1457 : rédaction du Lais ou Petit testament, de François Villon[20].
- 1457 : Le livre du cœur d’amour épris, de René d'Anjou[112].
- 1458 : Ballade des proverbes, de François Villon[113].
- 1460-1465 : Joanot Martorell rédige son roman Tirant le Blanc (publié le 20 novembre 1490)[114].
- 1461-1462 : Le Grand Testament, de François Villon[20].
- 1462 : François Villon, Ballade des pendus[113].
- 1463 : Janus Pannonius, par son poème De captivitate Dragulae wajwodae Transalpini crée la légende de Dracula (Vlad Tepes)[115]. Un pamphlet, Histoire du voïévode Dracula, est publié à Vienne. Il met en exergue les cruautés de Vlad envers les Saxons de Transylvanie et réédité treize fois en Allemagne de 1488 à 1502[116].

- 1467 : rédaction de l'Hypnerotomachia Poliphili, attribué à Francesco Colonna, roman allégorique et ésotérique qui a un énorme retentissement à la Renaissance.

- 1469-1470 : l'écrivain anglais Sir Thomas Malory termine Le Morte d'Arthur source de la légende arthurienne, publiée en 1485 par William Caxton[117].
- 1470 : édition des Canzoniere, de Pétrarque, recueil de sonnets et d’odes en italien qui lui sont inspirés par la passion qu’il voue à Laura. L’italien vernaculaire y devient pour la première fois une langue poétique, mélodieuse et envoûtante[118].
- Vers 1470 : apparition de la première ballade sur le héros suisse Guillaume Tell dans Le livre de Sarnen[119].

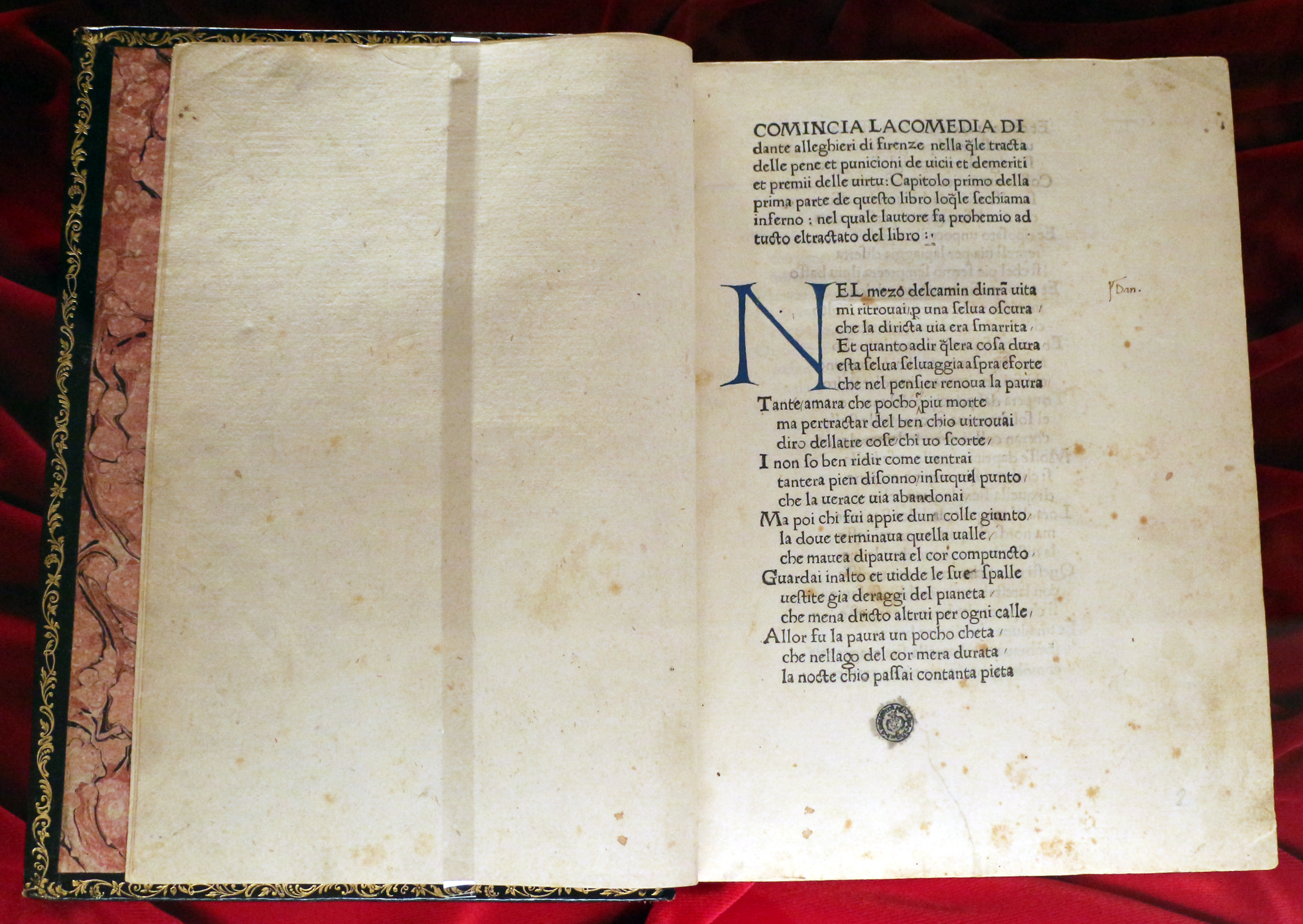
Divine Comédie écrite par Dante Alighieri ; imprimée le 11 avril 1472 à Foligno, Italie

- 11 avril 1472 : première édition de la Divine Comédie de Dante Alighieri[120].

- 1475-1478 : Stances pour le tournoi, poésies lyriques d’Ange Politien[121], publiées en 1494.
- 1476-1494 : Matteo Maria Boiardo écrit son Roland amoureux (Orlando innamorata)[122].

- 1478 : Pactianæ conjurationis commentarium (« Commentaire sur la conjuration des Pazzi »), poème d’Ange Politien[123].
- 1479-1480 : publication des Évangiles des quenouilles chez Colard Mansion à Bruges[124].

- 1483 : publication partielle de Orlando innamorato (Roland amoureux), poème épique des aventures de Roland laissé inachevé par le poète italien Matteo Maria Boiardo. L’Arioste reprendra le poème en 1516 pour écrire son Roland furieux[125].

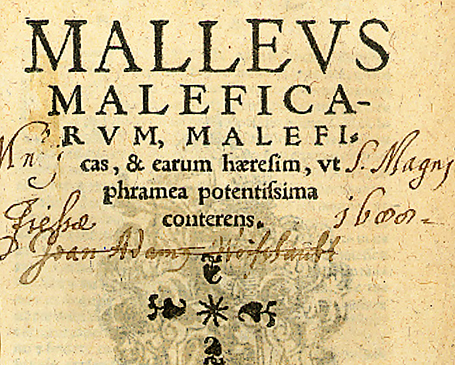
Malleus Maleficarum, édition de Cologne en 1520

- 1489 : Valentin et Orson, remaniement en prose par Jacques Maillet, Lyon[126].

### Théâtre
- Février 1480 : La Fable d’Orphée, pièce d’Ange Politien, est représentée à Mantoue[127].

## Naissances
- 1400 : Guillaume Cousinot de Montreuil
- 1404 : Domenico di Giovanni, poète populaire toscan et barbier à Florence.
- vers 1405 : Thomas Malory, écrivain anglais
- 1431 ou 1432 : François Villon, poète français.
- vers 1450 : Jan Smeken, rhétoricien et poète néerlandais.
- 1466 ou 1469 : Érasme, penseur humaniste et théologien néerlandais.
- 1473 : Jean Lemaire de Belges, poète et chroniqueur.
- 1476 : Jean Bouchet, écrivain français.
- 1483 ou 1494 : François Rabelais, écrivain et humaniste français.
- vers 1492 : Marguerite de Navarre, écrivain français.
- vers 1496 : Clément Marot, poète français.

Voir aussi
- Écrivains français nés au XVe siècle
- Écrivains italiens nés au XVe siècle

## Décès
- 1430 : Christine de Pisan
- 1449 : Domenico di Giovanni, poète populaire toscan et barbier à Florence.
- 1463 : François Villon, poète français.
- 1465 : Charles d'Orléans (1394-1465), prince et poète français.
- 1471 : Thomas Malory, écrivain anglais
- 1484 : Guillaume Cousinot de Montreuil